# Elachocharax
Elachocharax är ett släkte av fiskar. Elachocharax ingår i familjen Crenuchidae.
Kladogram enligt Catalogue of Life:
| Elachocharax | \| \| Elachocharax geryi \| \| \| \| \| \| Elachocharax junki \| \| \| \| \| \| Elachocharax mitopterus \| \| \| \| \| \| Elachocharax pulcher \| \| \| \| |
|              | \| \| Elachocharax geryi \| \| \| \| \| \| Elachocharax junki \| \| \| \| \| \| Elachocharax mitopterus \| \| \| \| \| \| Elachocharax pulcher \| \| \| \| |
|              | Ammocryptocharax |
|              | |
|              | Characidium |
|              | |
|              | Crenuchus |
|              | |
|              | Geryichthys |
|              | |
|              | Klausewitzia |
|              | |
|              | Leptocharacidium |
|              | |
|              | Melanocharacidium |
|              | |
|              | Microcharacidium |
|              | |
|              | Odontocharacidium |
|              | |
|              | Poecilocharax |
|              | |
|              | Skiotocharax |
|              | |
|              | Elachocharax geryi |
|              | |
|              | Elachocharax junki |
|              | |
|              | Elachocharax mitopterus |
|              | |
|              | Elachocharax pulcher |
|              | |

|  | Elachocharax geryi      |
|  |                         |
|  | Elachocharax junki      |
|  |                         |
|  | Elachocharax mitopterus |
|  |                         |
|  | Elachocharax pulcher    |
|  |                         |